# V.League Division 1 2019-2020 (maschile)
La V.League Division 1 2019-2020, 53ª edizione della massima serie del campionato giapponese maschile di pallavolo, si è svolta dal 26 ottobre 2019 al 29 febbraio 2020: al torneo hanno partecipato 10 squadre di club giapponesi e la vittoria finale è andata per la prima volta ai JTEKT Stings.

## Regolamento

### Formula
La formula ha previsto:
- Regular season, che prevede tre round-robin, per un totale di ventisette incontri per squadra: le prime cinque classificate hanno avuto accesso ai play-off scudetto e le ultime due classificate hanno avuto accesso al Challenge match.
- Play-off scudetto, disputati con:
  - Ottavi di finale, che prevedono una gara unica tra la quarta e la quinta classificata.
  - Quarti di finale, che prevedono una gara unica tra la terza classifica e la vincitrice degli ottavi di finale.
  - Semifinale, che prevede una gara unica tra la seconda classifica e la vincitrice dei quarti di finale.
  - Finale, che prevede una gara unica tra la prima classifica e la vincitrice della semifinale.
- Challenge Match, che prevede incontri di andata e ritorno tra la nona e la decima classificata di V.League Division 1 e le prime due classificate di V.League Division 2, abbinate con il metodo della serpentina.

In seguito al primo posto in V.League Division 2 dei Kawasaki Red Spirits, sprovvisti della licenza necessaria per partecipare alla massima serie, gli Oita Weisse Adler hanno ottenuto la salvezza senza disputare il Challenge Match; a causa del diffondersi della pandemia di COVID-19 in Giappone, anche l'incontro tra i Nagano Tridents e i Voreas Hokkaido è stato cancellato, decretando la salvezza diretta per il club di massima serie.

### Criteri di classifica
Se il risultato finale è stato di 3-0 o 3-1 sono stati assegnati 3 punti alla squadra vincente e 0 a quella sconfitta, se il risultato finale è stato di 3-2 sono stati assegnati 2 punti alla squadra vincente e 1 a quella sconfitta.
L'ordine del posizionamento in classifica è stato definito in base a:
- Numero di partite vinte;
- Punti;
- Ratio dei set vinti/persi;
- Ratio dei punti realizzati/subiti.

## Squadre Partecipanti
Al campionato di V.League Division 1 2019-2020 partecipano 10 squadre di club giapponesi.
| Club                  | Stagione | Città     | Impianto                        | Stagione precedente        |
| --------------------- | -------- | --------- | ------------------------------- | -------------------------- |
| FC Tokyo              | dettagli | Tokyo     | Tokyo Gas Gymnasium             | 8ª in V.League Division 1  |
| JTEKT Stings          | dettagli | Kariya    | Kariya City Gymnasium           | 7ª in V.League Division 1  |
| JT Thunders Hiroshima | dettagli | Hiroshima | Nekoda Memorial Gymnasium       | 2ª in V.League Division 1  |
| Nagano Tridents       | dettagli | Takamori  | Matsumoto City Gymnasium        | 10ª in V.League Division 1 |
| Oita Weisse Adler     | dettagli | Ōita      | Oita Factory Gymnasium          | 9ª in V.League Division 1  |
| Panasonic Panthers    | dettagli | Hirakata  | Panasonic Arena                 | Campioni del Giappone      |
| Sakai Blazers         | dettagli | Sakai     | Kanaoka Park Gymnasium          | 6ª in V.League Division 1  |
| Suntory Sunbirds      | dettagli | Minō      | Suntory Training Center         | 4ª in V.League Division 1  |
| Toray Arrows          | dettagli | Mishima   | Mishima Citizen Gymnasium       | 3ª in V.League Division 1  |
| WolfDogs Nagoya       | dettagli | Inazawa   | Toyoda Gosei Memorial Gymnasium | 5ª in V.League Division 1  |

## Torneo

### Regular season

#### Risultati
| Risultati |                                            |     |                                   |
|           |                                            |     |                                   |
| 26-10     | Toray Arrows - Sakai Blazers               | 3-2 | 16-25, 26-24, 25-18, 22-25, 15-12 |
| 26-10     | WolfDogs Nagoya - Suntory Sunbirds         | 0-3 | 23-25, 19-25, 24-26               |
| 26-10     | Nagano Tridents - Panasonic Panthers       | 0-3 | 23-25, 17-25, 19-25               |
| 26-10     | Oita Weisse Adler - JT Thunders Hiroshima  | 0-3 | 20-25, 19-25, 18-25               |
| 26-10     | JTEKT Stings - FC Tokyo                    | 3-0 | 25-16, 25-19, 25-16               |
| 27-10     | WolfDogs Nagoya - FC Tokyo                 | 3-0 | 25-20, 25-19, 25-19               |
| 27-10     | JT Thunders Hiroshima - Toray Arrows       | 3-0 | 25-20, 25-19, 25-21               |
| 27-10     | Suntory Sunbirds - JTEKT Stings            | 1-3 | 25-23, 23-25, 21-25, 26-28        |
| 27-10     | Oita Weisse Adler - Sakai Blazers          | 0-3 | 23-25, 24-26, 18-25               |
| 02-11     | JT Thunders Hiroshima - FC Tokyo           | 3-0 | 25-17, 25-15, 25-20               |
| 02-11     | Panasonic Panthers - Toray Arrows          | 3-1 | 25-22, 21-25, 25-20, 31-29        |
| 02-11     | WolfDogs Nagoya - JTEKT Stings             | 0-3 | 19-25, 13-25, 22-25               |
| 02-11     | Suntory Sunbirds - Sakai Blazers           | 3-1 | 23-25, 25-23, 25-20, 25-21        |
| 02-11     | Oita Weisse Adler - Nagano Tridents        | 3-0 | 25-20, 25-23, 25-16               |
| 03-11     | Panasonic Panthers - Oita Weisse Adler     | 3-0 | 25-20, 25-21, 25-16               |
| 03-11     | Sakai Blazers - FC Tokyo                   | 3-1 | 19-25, 25-20, 25-18, 25-19        |
| 03-11     | Toray Arrows - Nagano Tridents             | 3-0 | 25-16, 25-12, 25-22               |
| 03-11     | JT Thunders Hiroshima - Suntory Sunbirds   | 3-0 | 25-19, 25-14, 26-24               |
| 09-11     | Sakai Blazers - WolfDogs Nagoya            | 1-3 | 23-25, 22-25, 25-22, 24-26        |
| 09-11     | FC Tokyo - Panasonic Panthers              | 1-3 | 21-25, 25-23, 18-25, 24-26        |
| 09-11     | Toray Arrows - Oita Weisse Adler           | 3-0 | 25-15, 25-15, 25-20               |
| 09-11     | JT Thunders Hiroshima - JTEKT Stings       | 1-3 | 18-25, 25-23, 23-25, 23-25        |
| 09-11     | Suntory Sunbirds - Nagano Tridents         | 3-0 | 25-20, 25-20, 25-21               |
| 10-11     | Sakai Blazers - JTEKT Stings               | 1-3 | 25-23, 21-25, 21-25, 18-25        |
| 10-11     | FC Tokyo - Nagano Tridents                 | 1-3 | 22-25, 24-26, 25-21, 24-26        |
| 10-11     | Panasonic Panthers - Suntory Sunbirds      | 1-3 | 18-25, 23-25, 28-26, 18-25        |
| 10-11     | JT Thunders Hiroshima - WolfDogs Nagoya    | 3-1 | 25-23, 27-25, 21-25, 25-22        |
| 16-11     | Panasonic Panthers - JT Thunders Hiroshima | 3-0 | 25-21, 25-22, 25-22               |
| 16-11     | Toray Arrows - WolfDogs Nagoya             | 1-3 | 25-22, 21-25, 19-25, 21-25        |
| 16-11     | Nagano Tridents - Sakai Blazers            | 0-3 | 21-25, 18-25, 24-26               |
| 16-11     | JTEKT Stings - Oita Weisse Adler           | 3-1 | 25-21, 26-24, 21-25, 25-19        |
| 16-11     | Suntory Sunbirds - FC Tokyo                | 3-0 | 28-26, 25-20, 25-17               |
| 17-11     | Panasonic Panthers - Sakai Blazers         | 3-0 | 25-20, 25-19, 25-21               |
| 17-11     | Toray Arrows - JTEKT Stings                | 0-3 | 21-25, 15-25, 18-25               |
| 17-11     | Nagano Tridents - JT Thunders Hiroshima    | 0-3 | 18-25, 18-25, 23-25               |
| 17-11     | WolfDogs Nagoya - Oita Weisse Adler        | 3-0 | 25-18, 25-14, 25-16               |
| 23-11     | WolfDogs Nagoya - Nagano Tridents          | 3-0 | 25-18, 25-19, 25-16               |
| 23-11     | Sakai Blazers - JT Thunders Hiroshima      | 2-3 | 25-21, 25-23, 21-25, 18-25, 8-15  |
| 23-11     | Suntory Sunbirds - Toray Arrows            | 3-1 | 23-25, 25-19, 25-23, 25-19        |
| 23-11     | JTEKT Stings - Panasonic Panthers          | 0-3 | 17-25, 21-25, 19-25               |
| 23-11     | FC Tokyo - Oita Weisse Adler               | 3-2 | 25-21, 25-16, 20-25, 23-25, 15-12 |
| 24-11     | WolfDogs Nagoya - Panasonic Panthers       | 1-3 | 25-16, 21-25, 22-25, 20-25        |
| 24-11     | Suntory Sunbirds - Oita Weisse Adler       | 3-0 | 25-12, 25-19, 31-29               |
| 24-11     | Toray Arrows - FC Tokyo                    | 3-2 | 25-22, 21-25, 21-25, 25-20, 15-9  |
| 24-11     | JTEKT Stings - Nagano Tridents             | 3-0 | 25-16, 25-16, 25-16               |
| 30-11     | JT Thunders Hiroshima - FC Tokyo           | 3-0 | 25-20, 25-16, 25-16               |
| 30-11     | Nagano Tridents - Oita Weisse Adler        | 3-1 | 25-23, 22-25, 25-13, 25-23        |
| 30-11     | WolfDogs Nagoya - Sakai Blazers            | 1-3 | 25-19, 16-25, 18-25, 18-25        |
| 30-11     | Toray Arrows - JTEKT Stings                | 2-3 | 21-25, 25-22, 25-23, 20-25, 13-15 |
| 30-11     | Panasonic Panthers - Suntory Sunbirds      | 3-1 | 25-22, 25-21, 17-25, 25-17        |
| 01-12     | JTEKT Stings - FC Tokyo                    | 3-1 | 21-25, 25-18, 25-20, 29-27        |
| 01-12     | WolfDogs Nagoya - Suntory Sunbirds         | 0-3 | 23-25, 16-25, 27-29               |
| 01-12     | JT Thunders Hiroshima - Toray Arrows       | 3-2 | 19-25, 25-16, 28-30, 25-17, 15-12 |
| 01-12     | Panasonic Panthers - Sakai Blazers         | 3-1 | 23-25, 25-16, 25-15, 33-31        |
| 07-12     | JTEKT Stings - Oita Weisse Adler           | 3-0 | 25-19, 25-21, 25-18               |
| 07-12     | Sakai Blazers - Suntory Sunbirds           | 1-3 | 25-27, 22-25, 25-23, 31-33        |
| 07-12     | FC Tokyo - Panasonic Panthers              | 1-3 | 22-25, 34-36, 39-37, 21-25        |
| 07-12     | Nagano Tridents - JT Thunders Hiroshima    | 0-3 | 20-25, 20-25, 13-25               |
| 07-12     | Toray Arrows - WolfDogs Nagoya             | 3-1 | 25-22, 25-21, 20-25, 25-18        |
| 08-12     | JT Thunders Hiroshima - Oita Weisse Adler  | 3-0 | 25-13, 25-14, 25-16               |
| 08-12     | Panasonic Panthers - Toray Arrows          | 3-2 | 20-25, 25-16, 25-21, 22-25, 15-12 |
| 08-12     | Nagano Tridents - JTEKT Stings             | 0-3 | 16-25, 21-25, 17-25               |
| 08-12     | FC Tokyo - WolfDogs Nagoya                 | 3-2 | 20-25, 25-21, 25-20, 20-25, 15-8  |
| 14-12     | FC Tokyo - Nagano Tridents                 | 3-1 | 25-19, 25-18, 19-25, 25-23        |
| 14-12     | JTEKT Stings - Suntory Sunbirds            | 3-2 | 25-15, 25-20, 11-25, 20-25, 17-15 |
| 14-12     | Panasonic Panthers - WolfDogs Nagoya       | 3-0 | 25-17, 25-21, 25-18               |
| 14-12     | Oita Weisse Adler - Toray Arrows           | 0-3 | 28-30, 18-25, 22-25               |
| 14-12     | JT Thunders Hiroshima - Sakai Blazers      | 3-0 | 25-16, 25-23, 25-19               |

| Risultati |                                            |     |                                   |
|           |                                            |     |                                   |
| 15-12     | Toray Arrows - Nagano Tridents             | 3-1 | 25-21, 25-20, 23-25, 25-20        |
| 15-12     | JTEKT Stings - Sakai Blazers               | 3-0 | 25-20, 27-25, 25-19               |
| 15-12     | Oita Weisse Adler - FC Tokyo               | 3-0 | 25-23, 25-22, 25-18               |
| 15-12     | JT Thunders Hiroshima - Suntory Sunbirds   | 3-0 | 25-19, 25-16, 25-22               |
| 21-12     | Toray Arrows - Sakai Blazers               | 2-3 | 25-21, 17-25, 22-25, 25-22, 12-15 |
| 21-12     | JT Thunders Hiroshima - JTEKT Stings       | 2-3 | 19-25, 25-19, 23-25, 25-21, 8-15  |
| 21-12     | WolfDogs Nagoya - Nagano Tridents          | 3-0 | 25-22, 25-23, 25-21               |
| 21-12     | Panasonic Panthers - Oita Weisse Adler     | 3-0 | 25-17, 25-18, 25-19               |
| 21-12     | Suntory Sunbirds - FC Tokyo                | 3-0 | 25-20, 28-26, 25-20               |
| 22-12     | Sakai Blazers - FC Tokyo                   | 3-0 | 25-20, 25-20, 25-20               |
| 22-12     | WolfDogs Nagoya - Oita Weisse Adler        | 3-2 | 25-19, 26-28, 25-23, 24-26, 25-23 |
| 22-12     | Toray Arrows - Suntory Sunbirds            | 0-3 | 17-25, 19-25, 24-26               |
| 22-12     | Panasonic Panthers - Nagano Tridents       | 3-0 | 25-18, 25-16, 25-19               |
| 11-01     | JT Thunders Hiroshima - Panasonic Panthers | 0-3 | 23-25, 20-25, 21-25               |
| 11-01     | Suntory Sunbirds - Oita Weisse Adler       | 3-0 | 25-23, 25-17, 25-17               |
| 11-01     | FC Tokyo - Toray Arrows                    | 1-3 | 24-26, 23-25, 25-23, 21-25        |
| 11-01     | WolfDogs Nagoya - JTEKT Stings             | 2-3 | 25-18, 19-25, 26-24, 19-25, 12-15 |
| 11-01     | Sakai Blazers - Nagano Tridents            | 3-0 | 25-21, 25-16, 25-15               |
| 12-01     | Suntory Sunbirds - Nagano Tridents         | 3-1 | 25-17, 25-23, 23-25, 25-11        |
| 12-01     | JT Thunders Hiroshima - WolfDogs Nagoya    | 3-1 | 25-22, 25-23, 21-25, 26-24        |
| 12-01     | Sakai Blazers - Oita Weisse Adler          | 3-0 | 25-17, 26-24, 25-15               |
| 12-01     | Panasonic Panthers - JTEKT Stings          | 0-3 | 20-25, 19-25, 14-25               |
| 18-01     | JT Thunders Hiroshima - Oita Weisse Adler  | 3-1 | 25-17, 22-25, 25-18, 25-19        |
| 18-01     | Toray Arrows - FC Tokyo                    | 2-3 | 15-25, 25-22, 25-18, 21-25, 12-15 |
| 18-01     | WolfDogs Nagoya - Suntory Sunbirds         | 1-3 | 25-21, 18-25, 20-25, 24-26        |
| 18-01     | Panasonic Panthers - Sakai Blazers         | 3-1 | 25-18, 22-25, 25-20, 25-20        |
| 18-01     | JTEKT Stings - Nagano Tridents             | 3-1 | 25-22, 21-25, 25-17, 25-20        |
| 19-01     | JT Thunders Hiroshima - Sakai Blazers      | 3-0 | 25-20, 25-18, 25-20               |
| 19-01     | FC Tokyo - Nagano Tridents                 | 3-1 | 26-24, 23-25, 25-17, 25-20        |
| 19-01     | JTEKT Stings - Toray Arrows                | 3-0 | 25-14, 25-20, 25-20               |
| 19-01     | Panasonic Panthers - Oita Weisse Adler     | 3-0 | 25-21, 25-22, 26-24               |
| 24-01     | Oita Weisse Adler - Sakai Blazers          | 0-3 | 22-25, 22-25, 21-25               |
| 25-01     | JT Thunders Hiroshima - Toray Arrows       | 3-0 | 25-17, 25-23, 25-20               |
| 25-01     | Suntory Sunbirds - FC Tokyo                | 3-0 | 25-16, 25-11, 25-12               |
| 25-01     | Panasonic Panthers - Nagano Tridents       | 3-0 | 25-14, 27-25, 25-18               |
| 25-01     | WolfDogs Nagoya - JTEKT Stings             | 2-3 | 22-25, 12-25, 27-25, 25-16, 10-15 |
| 26-01     | Suntory Sunbirds - JTEKT Stings            | 3-0 | 25-19, 25-15, 25-22               |
| 26-01     | JT Thunders Hiroshima - Nagano Tridents    | 3-0 | 25-17, 25-23, 25-21               |
| 26-01     | Panasonic Panthers - Toray Arrows          | 3-2 | 28-30, 29-27, 25-18, 19-25, 22-20 |
| 26-01     | WolfDogs Nagoya - FC Tokyo                 | 3-0 | 25-18, 25-23, 25-18               |
| 31-01     | JTEKT Stings - FC Tokyo                    | 3-0 | 25-18, 25-22, 25-17               |
| 01-02     | Toray Arrows - Sakai Blazers               | 0-3 | 21-25, 18-25, 22-25               |
| 01-02     | WolfDogs Nagoya - JT Thunders Hiroshima    | 1-3 | 25-20, 16-25, 22-25, 21-25        |
| 01-02     | Panasonic Panthers - Suntory Sunbirds      | 3-0 | 25-18, 25-13, 30-28               |
| 01-02     | Oita Weisse Adler - Nagano Tridents        | 2-3 | 20-25, 18-25, 25-23, 25-20, 10-15 |
| 02-02     | WolfDogs Nagoya - Panasonic Panthers       | 1-3 | 29-27, 19-25, 21-25, 15-25        |
| 02-02     | Toray Arrows - Oita Weisse Adler           | 3-0 | 25-15, 25-23, 25-17               |
| 02-02     | JT Thunders Hiroshima - Suntory Sunbirds   | 1-3 | 25-18, 21-25, 17-25, 17-25        |
| 02-02     | Sakai Blazers - Nagano Tridents            | 3-0 | 25-18, 25-19, 25-19               |
| 08-02     | Sakai Blazers - WolfDogs Nagoya            | 3-0 | 25-23, 25-15, 25-21               |
| 08-02     | JT Thunders Hiroshima - FC Tokyo           | 3-0 | 25-20, 25-19, 25-16               |
| 08-02     | Toray Arrows - Nagano Tridents             | 3-2 | 25-23, 18-25, 22-25, 25-19, 16-14 |
| 08-02     | Suntory Sunbirds - Oita Weisse Adler       | 1-3 | 25-21, 23-25, 19-25, 23-25        |
| 08-02     | Panasonic Panthers - JTEKT Stings          | 3-0 | 25-20, 25-19, 25-19               |
| 09-02     | Sakai Blazers - Suntory Sunbirds           | 3-0 | 25-21, 25-22, 25-16               |
| 09-02     | Panasonic Panthers - FC Tokyo              | 3-0 | 25-19, 25-18, 25-22               |
| 09-02     | WolfDogs Nagoya - Oita Weisse Adler        | 3-2 | 25-17, 24-26, 19-25, 25-14, 15-8  |
| 09-02     | JT Thunders Hiroshima - JTEKT Stings       | 1-3 | 21-25, 21-25, 25-18, 19-25        |
| 15-02     | Toray Arrows - Suntory Sunbirds            | 3-1 | 25-17, 25-20, 21-25, 25-22        |
| 15-02     | FC Tokyo - Oita Weisse Adler               | 3-2 | 25-18, 26-24, 23-25, 20-25, 15-9  |
| 15-02     | JT Thunders Hiroshima - Panasonic Panthers | 3-0 | 25-21, 25-19, 26-24               |
| 15-02     | JTEKT Stings - Sakai Blazers               | 2-3 | 28-26, 17-25, 19-25, 25-20, 12-15 |
| 15-02     | Nagano Tridents - WolfDogs Nagoya          | 0-3 | 31-33, 19-25, 18-25               |
| 16-02     | Toray Arrows - WolfDogs Nagoya             | 3-2 | 20-25, 26-28, 26-24, 25-23, 15-12 |
| 16-02     | Sakai Blazers - FC Tokyo                   | 3-2 | 26-24, 25-11, 19-25, 23-25, 15-13 |
| 16-02     | JTEKT Stings - Oita Weisse Adler           | 3-0 | 25-15, 28-26, 25-18               |
| 16-02     | Nagano Tridents - Suntory Sunbirds         | 1-3 | 25-20, 18-25, 20-25, 17-25        |

#### Classifica
| Pos. | Squadra               | Pt | G  | V  | P  | SV | SP | Ratio | PF    | PS    | Ratio |
| ---- | --------------------- | -- | -- | -- | -- | -- | -- | ----- | ----- | ----- | ----- |
| 1.   | Panasonic Panthers    | 70 | 27 | 24 | 3  | 73 | 21 | 3,476 | 2 304 | 2 023 | 1,139 |
| 2.   | JTEKT Stings          | 65 | 27 | 23 | 4  | 71 | 29 | 2,448 | 2 311 | 2 061 | 1,121 |
| 3.   | JT Thunders Hiroshima | 62 | 27 | 21 | 6  | 68 | 26 | 2,615 | 2 219 | 1 934 | 1,147 |
| 4.   | Suntory Sunbirds      | 55 | 27 | 18 | 9  | 60 | 35 | 1,714 | 2 242 | 2 071 | 1,083 |
| 5.   | Sakai Blazers         | 44 | 27 | 15 | 12 | 55 | 44 | 1,250 | 2 250 | 2 175 | 1,034 |
| 6.   | Toray Arrows          | 38 | 27 | 12 | 15 | 51 | 57 | 0,895 | 2 361 | 2 408 | 0,980 |
| 7.   | WolfDogs Nagoya       | 32 | 27 | 10 | 17 | 46 | 57 | 0,807 | 2 289 | 2 320 | 0,987 |
| 8.   | FC Tokyo              | 16 | 27 | 6  | 21 | 28 | 73 | 0,384 | 2 117 | 2 376 | 0,891 |
| 9.   | Oita Weisse Adler     | 14 | 27 | 3  | 24 | 22 | 73 | 0,301 | 1 924 | 2 278 | 0,845 |
| 10.  | Nagano Tridents       | 9  | 27 | 3  | 24 | 17 | 76 | 0,224 | 1 878 | 2 249 | 0,835 |

      Qualificate ai play-off scudetto

### Play-off scudetto
|  | Ottavi di finale | Ottavi di finale | Ottavi di finale      |                  |   | Quarti di finale | Quarti di finale | Quarti di finale |  |  | Semifinali | Semifinali | Semifinali |  |  | Finale | Finale             | Finale |  |
|  |                  |                  |                       |                  |   |                  |                  |                  |  |  |            |            |            |  |  |        |                    |        |  |
|  |                  |                  |                       |                  |   |                  |                  |                  |  |  |            |            |            |  |  | 1      | Panasonic Panthers | 2      |  |
|  |                  |                  |                       |                  |   |                  |                  |                  |  |  |            |            |            |  |  | 1      | Panasonic Panthers | 2      |  |
|  |                  |                  | 2                     | JTEKT Stings     | 3 |                  |                  |                  |  |  |            |            |            |  |  |        |                    |        |  |
|  |                  |                  |                       | JTEKT Stings     | 3 |                  |                  |                  |  |  |            |            |            |  |  |        |                    |        |  |
|  |                  |                  |                       |                  |   |                  |                  |                  |  |  |            |            |            |  |  |        |                    |        |  |
|  |                  |                  |                       |                  |   |                  |                  |                  |  |  |            |            |            |  |  |        |                    |        |  |
|  |                  |                  |                       |                  |   |                  |                  |                  |  |  |            |            |            |  |  |        |                    |        |  |
|  |                  |                  |                       |                  |   |                  |                  |                  |  |  |            |            |            |  |  |        |                    |        |  |
|  |                  |                  |                       |                  |   |                  |                  |                  |  |  |            |            |            |  |  |        |                    |        |  |
|  |                  |                  |                       |                  |   |                  |                  |                  |  |  |            |            |            |  |  |        |                    |        |  |
|  |                  |                  |                       |                  |   |                  |                  |                  |  |  |            |            |            |  |  |        |                    |        |  |
|  |                  |                  |                       |                  |   |                  |                  |                  |  |  |            |            |            |  |  |        |                    |        |  |
|  |                  | 2                | JTEKT Stings          | 3                |   |                  |                  |                  |  |  |            |            |            |  |  |        |                    |        |  |
|  |                  |                  |                       |                  |   |                  |                  |                  |  |  |            |            |            |  |  |        |                    |        |  |
|  |                  |                  | 4                     | Suntory Sunbirds | 1 |                  |                  |                  |  |  |            |            |            |  |  |        |                    |        |  |
|  |                  |                  |                       | Suntory Sunbirds | 1 |                  |                  |                  |  |  |            |            |            |  |  |        |                    |        |  |
|  |                  |                  |                       |                  |   |                  |                  |                  |  |  |            |            |            |  |  |        |                    |        |  |
|  |                  |                  |                       |                  |   |                  |                  |                  |  |  |            |            |            |  |  |        |                    |        |  |
|  |                  | 3                | JT Thunders Hiroshima | 1                |   |                  |                  |                  |  |  |            |            |            |  |  |        |                    |        |  |
|  |                  |                  |                       | 1                |   |                  |                  |                  |  |  |            |            |            |  |  |        |                    |        |  |
|  |                  |                  | 4                     | Suntory Sunbirds | 3 |                  |                  |                  |  |  |            |            |            |  |  |        |                    |        |  |
|  | 4                | Suntory Sunbirds | 4                     | Suntory Sunbirds | 3 | 3                |                  |                  |  |  |            |            |            |  |  |        |                    |        |  |
|  | 4                | Suntory Sunbirds |                       |                  |   |                  |                  |                  |  |  |            |            |            |  |  |        |                    |        |  |
|  | 5                | Sakai Blazers    | 0                     |                  |   |                  |                  |                  |  |  |            |            |            |  |  |        |                    |        |  |

#### Ottavi di finale
| Gara unica |                                  |     |                     |
|            |                                  |     |                     |
| 22-02      | Suntory Sunbirds - Sakai Blazers | 3-0 | 25-19, 28-26, 26-24 |

#### Quarti di finale
| Gara unica |                                          |     |                            |
|            |                                          |     |                            |
| 23-02      | JT Thunders Hiroshima - Suntory Sunbirds | 1-3 | 26-24, 11-25, 19-25, 14-25 |

#### Semifinali
| Gara unica |                                 |     |                            |
|            |                                 |     |                            |
| 24-02      | JTEKT Stings - Suntory Sunbirds | 3-1 | 19-25, 25-22, 25-17, 29-27 |

#### Finale
| Gara unica |                                   |     |                                   |
|            |                                   |     |                                   |
| 29-02      | Panasonic Panthers - JTEKT Stings | 2-3 | 25-17, 22-25, 22-25, 28-26, 10-15 |

## Classifica finale
| Pos                 | Squadra               |
| ------------------- | --------------------- |
| Giappone (bandiera) | JTEKT Stings          |
| 2                   | Panasonic Panthers    |
| 3                   | Suntory Sunbirds      |
| 4                   | JT Thunders Hiroshima |
| 5                   | Sakai Blazers         |
| 6                   | Toray Arrows          |
| 7                   | WolfDogs Nagoya       |
| 8                   | FC Tokyo              |
| 9                   | Oita Weisse Adler     |
| 10                  | Nagano Tridents       |

## Premi individuali
| Premio                     | Nome              | Squadra               |
| -------------------------- | ----------------- | --------------------- |
| MVP della finale           | Yūji Nishida      | JTEKT Stings          |
| Miglior allenatore         | Shinji Takahashi  | JTEKT Stings          |
| Miglior spirito combattivo | Kunihiro Shimizu  | Panasonic Panthers    |
| Miglior esordiente         | Yuto Fujinaka     | JTEKT Stings          |
| Miglior realizzatore       | Yūji Nishida      | JTEKT Stings          |
| Miglior attaccante         | Taishi Onodera    | JT Thunders Hiroshima |
| Miglior muro               | Taishi Onodera    | JT Thunders Hiroshima |
| Miglior servizio           | Yūji Nishida      | JTEKT Stings          |
| Miglior ricevitore         | Taiki Tsuruda     | Suntory Sunbirds      |
| Miglior difesa             | Taiki Tsuruda     | Suntory Sunbirds      |
| Sestetto ideale            | Yūji Nishida      | JTEKT Stings          |
| Sestetto ideale            | Michał Kubiak     | Panasonic Panthers    |
| Sestetto ideale            | Dmitrij Musėrskij | Suntory Sunbirds      |
| Sestetto ideale            | Rao Shuhan        | JTEKT Stings          |
| Sestetto ideale            | Taishi Onodera    | JT Thunders Hiroshima |
| Sestetto ideale            | Hideomi Fukatsu   | Panasonic Panthers    |
| Miglior libero             | Ryuta Homma       | JTEKT Stings          |
| Premio fair play           | Kenji Shirasawa   | Panasonic Panthers    |
| Premio d'onore             | Akitomo Kanamaru  | JTEKT Stings          |
| Premio d'onore             | Hirotaka Kon      | WolfDogs Nagoya       |
| Premio d'onore             | Kunihiro Shimizu  | Panasonic Panthers    |
| Premio d'onore             | Shohei Uchiyama   | WolfDogs Nagoya       |
| Premio d'onore             | Takeshi Nagano    | Panasonic Panthers    |
| Premio Yasutaka Matsudaira | Shinji Takahashi  | JTEKT Stings          |
| Miglior GM                 | Yoji Hayano       | JTEKT Stings          |

## Statistiche
| Rendimento individuale | Rendimento individuale | Rendimento individuale | Rendimento individuale |
| Pos.                   | Nome                   | Punti                  | Squadra                |
| ---------------------- | ---------------------- | ---------------------- | ---------------------- |
| 1                      | Yūji Nishida           | 714                    | JTEKT Stings           |
| 2                      | Dmitrij Musėrskij      | 659                    | Suntory Sunbirds       |
| 3                      | Thomas Edgar           | 605                    | JT Thunders Hiroshima  |
| 4                      | Antonin Rouzier        | 523                    | Toray Arrows           |
| 5                      | Maurice Torres         | 505                    | Sakai Blazers          |
| 6                      | Patryk Strzeżek        | 498                    | Nagano Tridents        |
| 7                      | Matej Kazijski         | 464                    | JTEKT Stings           |
| 8                      | Petar Premović         | 451                    | FC Tokyo               |
| 9                      | Bryan Bagunas          | 413                    | Oita Weisse Adler      |
| 10                     | Kunihiro Shimizu       | 391                    | Panasonic Panthers     |

| Attacchi vincenti | Attacchi vincenti | Attacchi vincenti | Attacchi vincenti     |
| Pos.              | Nome              | Punti             | Squadra               |
| ----------------- | ----------------- | ----------------- | --------------------- |
| 1                 | Yūji Nishida      | 585               | JTEKT Stings          |
| 2                 | Dmitrij Musėrskij | 570               | Suntory Sunbirds      |
| 3                 | Thomas Edgar      | 521               | JT Thunders Hiroshima |
| 4                 | Antonin Rouzier   | 473               | Toray Arrows          |
| 5                 | Maurice Torres    | 454               | Sakai Blazers         |
| 6                 | Patryk Strzeżek   | 445               | Nagano Tridents       |
| 7                 | Petar Premović    | 398               | FC Tokyo              |
| 8                 | Matej Kazijski    | 364               | JTEKT Stings          |
| 9                 | Bryan Bagunas     | 360               | Oita Weisse Adler     |
| 10                | Takuya Takamatsu  | 354               | WolfDogs Nagoya       |

| Muri vincenti | Muri vincenti     | Muri vincenti | Muri vincenti         |
| Pos.          | Nome              | Punti         | Squadra               |
| ------------- | ----------------- | ------------- | --------------------- |
| 1             | Taishi Onodera    | 72            | JT Thunders Hiroshima |
| 2             | Takashi Dekita    | 66            | Sakai Blazers         |
| 3             | Dmitrij Musėrskij | 52            | Suntory Sunbirds      |
| 4             | Ryōta Denda       | 51            | WolfDogs Nagoya       |
| 5             | Yūji Nishida      | 50            | JTEKT Stings          |
| 5             | Haruki Ono        | 50            | Suntory Sunbirds      |
| 7             | Thomas Edgar      | 49            | JT Thunders Hiroshima |
| 7             | Michał Kubiak     | 49            | Panasonic Panthers    |
| 9             | Matej Kazijski    | 42            | JTEKT Stings          |
| 9             | Takaaki Tomimatsu | 42            | Toray Arrows          |
| 9             | Kenji Shirasawa   | 42            | Panasonic Panthers    |

| Battute vincenti | Battute vincenti  | Battute vincenti | Battute vincenti      |
| Pos.             | Nome              | Punti            | Squadra               |
| ---------------- | ----------------- | ---------------- | --------------------- |
| 1                | Yūji Nishida      | 79               | JTEKT Stings          |
| 2                | Matej Kazijski    | 58               | JTEKT Stings          |
| 3                | Dmitrij Musėrskij | 37               | Suntory Sunbirds      |
| 4                | Thomas Edgar      | 35               | JT Thunders Hiroshima |
| 5                | Hideomi Fukatsu   | 31               | Panasonic Panthers    |
| 6                | Michał Kubiak     | 27               | Panasonic Panthers    |
| 7                | Kunihiro Shimizu  | 25               | Panasonic Panthers    |
| 8                | Kota Ikeda        | 24               | Nagano Tridents       |
| 9                | Antonin Rouzier   | 23               | Toray Arrows          |
| 10               | Mitja Gasparini   | 22               | WolfDogs Nagoya       |